# Isidro Ortiz
Isidro Ortiz (Plasència, 13 de setembre de 1963) és un director espanyol

## Biografia
Isidro Ortiz va estudiar cinema al London Film Institute després del que va aconseguir amb el seu curt Hermetikoa el primer premi del Festival de videoart de Sant Sebastià. El 1983 va entrar a treballar com a muntador en els serveis informatius de TVE; en 1987 va realitzar vídeos musicals (Serrat, Mecano…) i desfilades de moda (Loewe, Manuel Piña, Sybilla…)
En 1990 es va incorporar a Canal Plus com a subdirector d'Art i coordinador de realitzadors per al llançament de la cadena i subdirector-realitzador del seu programa estrella Lo + Plus. i es va donar a conèixer com a director a principis dels anys 2000 gràcies a Faust 5.0, una pel·lícula fantàstica premiada en diversos festivals. Després va fer telefilms com El asesino del parking (2006), emès per TV3.

## Filmografia
- 2001 : Faust 5.0 (codirectors : Àlex Ollé i Carlus Padrissa)
- 2005 : Somne[3]
- 2006 : El asesino del parking
- 2008 : Eskalofrío